# Walter Bahr
Walter Alfred Bahr (ur. 1 kwietnia 1927 w Filadelfii, zm. 18 czerwca 2018 w Boalsburgu) – amerykański piłkarz, obrońca, uznawany za jednego z najwybitniejszych w historii swojego kraju. Przez długi czas był kapitanem amerykańskiej drużyny narodowej oraz grał na mistrzostwach świata w 1950 roku. Uczestniczył w historycznym meczu przeciwko Anglii zakończonym zwycięstwem jego drużyny 1–0 (Cud na trawie).

## Życiorys
Bahr rozpoczął przygodę z piłką w wieku 11 lat, kiedy to zaczął trenować w Philadelphia Nationals. Od razu dostrzeżono jego talent. Jeden ze szkockich dziennikarzy tak komplementował piłkarza po wizycie reprezentacji Szkocji: „Bahr jest na tyle dobry, by mógł grać w jakimkolwiek pierwszoligowym klubie w Wielkiej Brytanii”. Uczestniczył w igrzyskach olimpijskich 1948 w Londynie. Wraz z drużyną Philadelphia Nationals czterokrotnie wygrywał amerykańskie rozgrywki piłkarskie, później uczynił to jeszcze raz – z Uhrik Truckers. W tamtych czasach uprawianie piłki nożnej w Stanach Zjednoczonych nie dostarczało dużych dochodów, tak więc w czasie kariery piłkarskiej Bahr pracował także jako nauczyciel w szkole.
Po zakończeniu kariery z powodzeniem trenował kluby piłkarskie, m.in. Philadelphia Spartans i Philadelphia Ukrainians. Mieszkał w Boalsburg, okazjonalnie komentował mecze w Penn State. Jego postać została przedstawiona w filmie Gra ich życia.
Jego syn Casey Bahr reprezentował USA w turnieju piłki nożnej na igrzyskach olimpijskich w 1972 w Monachium.